# Anamod, Supa
Anamod là một làng thuộc tehsil Supa, huyện Uttara Kannada, bang Karnataka, Ấn Độ.